# Ekstra deviško
Roman Ekstra deviško avtorice Annie Hawes je bil preveden v več jezikov. V slovenščino ga je prevedla Katja Benevol Gabrijelčič. V knjigi med vrsticami najdemo tudi kakšen priročen slasten recept tradicionalne italijanske kuhinje.

## Vsebina
Dve Angležinji Lucy in Annie prideta kot sezonski delavki v Italijo, natančneje v gričevnato Ligurijo, pomagati cepiti vrtnice. Ko jima posrednik Franco pokaže košček zemlje s pogledoma na oljke, se vanj v trenutku zaljubita in se odločita kupiti staro hišo. Hišo počasi začneta opremljati in prenavljati, privajati pa se začneta tudi na simpatično, vendar ne vedno enostavno življenje med domačini. Najprej okrog hiše zasadita čudovit vrt, kasneje pa jima prijatelji iz Italije pokažejo tudi kako poteka pridelovanje olivnega olja, od začetka do konca. Težave imata tako z jezikom, oz. narečjem, kot tudi z navadami, ki sta jih s seboj prinesli iz Anglije, saj navade domačinom niso nič domače.

## Zbirka
Knjiga je izšla v knjižni zbirki Kapučino.

## Izdaje in prevodi
Knjiga je v izvirniku izšla že leta 2001. V Sloveniji pa je prvič izšla leta 2004.